# Saab 9-3
Saab 9-3 — среднеразмерный автомобиль Saab, производившийся с 1998 по 2014 год. Отличительная особенность автомобилей Saab — использование турбированных двигателей в большинстве серийных авто и позиционирование в премиум-сегменте по сравнению с «донором» платформы.

## Название
Автомобиль маркируется числом «93». Saab, однако, постоянно рекламировал его как «9-3»: название произносится «девять три». «9-3» был произведён в 1998 году, а следующая усовершенствованная модель 9-3 вышла в 2002 году. Исторически, модель Saab 93 (произносится «девяносто три») выпускалась с 1955 по 1960 гг.

## Первое поколение
В основе лежит платформа автомобиля Opel Vectra A. Модельный ряд бензиновых двигателей 2.0 литра и мощностью 131 л. с. (без турбонаддува), 150 л. с., 185 л. с., 205 л.с (Aero), 225 л. с. (Viggen 1999—2000 г.в.), 230 л. с. (Viggen 2001—2002 г.в.), а также дизельным двигателем Opel 2.2 литра.
В модельном ряду были трёхдверный и пятидверный хетчбэки, а также двухдверный кабриолет со складывающимся тканевым верхом.
Saab 9-3 отличался от одноклассников высокой степенью оснащения: в базовой комплектации был доступен гидроусилитель руля, кондиционер, подушка безопасности водителя и ABS. Существовал фирменный «ночной» режим подсветки панели приборов, при котором затухала подсветка показания со всех датчиков, кроме подсветки спидометра.
Из-за большого числа кнопок и регулировок на панели приборов, у многих водителей возникали сложности с освоением работы всех систем автомобиля.

### Безопасность
| Euro NCAP                                      | Euro NCAP | Euro NCAP | Euro NCAP |
| ---------------------------------------------- | --------- | --------- | --------- |
| Рейтинги                                       | Пассажир  |           | 26        |
| Рейтинги                                       | Пешеход   |           | 4         |
| Протестированная модель: Saab 9-3 2.0 L (2000) |           |           |           |

При разработке 9-3 были заложены зоны запрограммированной деформации, имевшиеся в передней и задней частях кузова. При этом силовая «клетка» салона была снабжена многочисленными рёбрами жёсткости. Передние сидения на 9-3 оснащались фирменными активными подголовниками SAHR (англ. Saab Active Head Restrains) и подушками безопасности водителя и переднего пассажира.

### Saab 9-3 Viggen
В 1999 году появилась лимитированная спортивная версия 9-3 Viggen. Названием «Viggen» автомобиль ассоциировали с одноимённым истребителем. Над аэродинамикой работали специалисты фирмы Tom Walkinshaw Racing (TWR), которым удалось снизить коэффициент аэродинамического сопротивления и увеличить прижимную силу на высоких скоростях. 

Автомобиль производился с 1999 по 2002 год с турбированным двигателем (применялся турбокомпрессор большого диаметра от Mitsubishi) объёмом 2,3 литра и мощностью 225 л.с. Управление двигателем осуществлялось при помощи электронного блока «Trionic T7». Из-за столь высокой мощности автомобиль получил усиленные вентилируемые тормоза, более жёсткую подвеску и улучшенное рулевое управление. 

## Второе поколение
Кабриолет в этой серии производился в Австрии на заводе Magna Steyr (входит в Magna International). Модель 9-3 делит платформу с Opel Vectra и Cadillac BLS, и собирается на одной сборочной линии в Швеции. Модель 9-3 является самой простой в линейке автомобилей Saab, за исключением 2005—2006 гг., когда производилась модель начального класса Saab 9-2X на базе Subaru Impreza.

### Рестайлинг
В модель 2008 года, представленную 10 июня 2007 года на фестивале Saab в Трольхеттане, Швеция, были включены новые фронтальные укладки, воодушевлённые успехом концепта Saab Aero-X, новые дверные панели, грейферный капот, и прозрачные задние фонари. Незначительные изменения внешности имеются и в ограниченной серии 280-сильной версии XWD 9-3 Turbo X, представленной на Франкфуртском автосалоне в сентябре 2007 года. Модель Turbo X дебютировала в Северной Америке на автошоу в Новой Англии в конце ноября 2007 года. В марте 2008 года Saab выпустил полноприводную версию Aero с системой «XWD».
Из-за банкротства Saab производство было остановлено в 2012 году, однако, из последнего машинокомплекта на деньги энтузиастов из сообщества любителей Saab был собран последний 9-3 и отправлен в музей марки в Тролльхеттане.

### Период NEVS
После приобретения Saab National Electric Vehicle Sweden было запущено мелкосерийное производство. По причине отсутствия ряда комплектующих в связи с банкротством части поставщиков комплектующих, NEVS были сделаны попытки связаться с иными поставщиками. В результате, в автомобиле поменялся минимум деталей, самые заметные из них — новая эмблема Saab, уже без грифона, да иные сиденья, аналогичные которым ставились на Volvo XC90. Предложенные новым Саабом машины давали потребителю довольно скудный выбор: единственный мотор от Opel 2.0 turbo ecotec мощностью 220 сил, 2 коробки передач на выбор — классический автомат или мкпп, два цвета кузова — серебристый или черный, 2 варианта легкосплавных дисков. Модель производилась до весны 2014 года, некоторое количество машин нашло своих потребителей. Производство пришлось остановить по экономическим причинам.
Параллельно шла подготовка электрического 9-3, изготовлены несколько образцов и представлены публике.

### Безопасность
| Euro NCAP                                      | Euro NCAP | Euro NCAP | Euro NCAP |
| ---------------------------------------------- | --------- | --------- | --------- |
| Рейтинги                                       | Пассажир  |           | 33        |
| Рейтинги                                       | Пешеход   |           | 7         |
| Протестированная модель: Saab 9-3 2.0 L (2002) |           |           |           |

| Euro NCAP                                                 | Euro NCAP | Euro NCAP | Euro NCAP |
| --------------------------------------------------------- | --------- | --------- | --------- |
| Рейтинги                                                  | Пассажир  |           | 33        |
| Рейтинги                                                  | Ребёнок   |           | 31        |
| Рейтинги                                                  | Пешеход   |           | 7         |
| Протестированная модель: Saab 9-3 2.0t Convertible (2004) |           |           |           |

## Производство и продажи
| Рынок          | 1998   | 1999   | 2000   | 2001  | 2002  | 2003   | 2004   | 2005   | 2006   | 2007   | 2008   | 2009   | 2010   | 2011   | 2012  |
| -------------- | ------ | ------ | ------ | ----- | ----- | ------ | ------ | ------ | ------ | ------ | ------ | ------ | ------ | ------ | ----- |
| Швеция         | 9,326* | 11,701 | 10,961 | 9,680 | 9,773 | 11,595 | 10,610 | 9,379  | 11,130 | 14,185 | 12,623 | 4,430  | 6,232  | 2,751  | 576   |
| Финляндия      | н/д    | н/д    | н/д    | н/д   | н/д   | н/д    | н/д    | н/д    | н/д    | н/д    | н/д    | н/д    | 135    | 240    | 25    |
| Германия       | н/д    | н/д    | н/д    | н/д   | н/д   | н/д    | н/д    | н/д    | 4070   | 3489   | 3330   | 1057   | 577    | 344    | 0     |
| США            | н/д    | н/д    | н/д    | н/д   | 20499 | 34075  | 27322  | 24108  | 24134  | 22979  | 15167  | 5428   | 4533   | 3847   | н/д   |
| Норвегия       | н/д    | 1,830  | 1,616  | н/д   | н/д   | н/д    | н/д    | н/д    | 1,319  | 2,142  | н/д    | н/д    | н/д    | 4      |       |
| Великобритания | н/д    | н/д    | н/д    | н/д   | н/д   | н/д    | 15,029 | 22,150 | 22,744 | 20,453 | 13,501 | 9,190  | 4,940  | 3,526  | 201   |
| Франция        | 2,703* | 2,555  | н/д    | н/д   | н/д   | 2,201  | 2,579  | 2,284  | 2,602  | 2,987  | 2,909  | 1,435  | 434    | 256    | 29    |
| Нидерланды     | 1,875* | 3,045  | 3,079  | 3,002 | 2,605 | 2,784  | 3,041  | 2,190  | 2,692  | 2,459  | 1,666  | 424    | 343    | 400    | 35    |
| Россия         | н/д    | н/д    | н/д    | н/д   | н/д   | 110**  | 208    | 171    | 254    | 602    | 1109   | 328    | 192    | н/д    | 0     |
| Испания        | н/д    | н/д    | н/д    | н/д   | н/д   | н/д    | н/д    | н/д    | н/д    | н/д    | 3351   | н/д    | н/д    | н/д    | н/д   |
| Италия         | 2,530  | н/д    | н/д    | н/д   | н/д   | н/д    | н/д    | н/д    | н/д    | н/д    | н/д    | 1811   | 520    | н/д    | н/д   |
| Греция         | 87     | 220    | 260    | 220   | 240   | 603    | 1,071  | 1,167  | 887    | 1,004  | 816    | 738    | 227    | 90     |       |
| Канада         | н/д    | н/д    | н/д    | н/д   | н/д   | н/д    | 1308   | 1150   | 1168   | 1575   | 1254   | 627    | 2      | 115    | н/д   |
| Европа         | н/д    | н/д    | н/д    | н/д   | н/д   | н/д    | н/д    | н/д    | н/д    | н/д    | н/д    | 21,385 | 14,929 | 10,152 | 1,107 |

- — вместе с SAAB 900
  -  — за первые 9 месяцев

## В автоспорте
В мае 2024 года издание Saab Planet сообщило, что австралийский гонщик Томас Рэндл готовит модель Saab 9-3 с двигателем 6L Chevrolet к участию в Supercars Championship. Прежде за рулём этой модели выступал отец Томаса Дин, выигравший в 2006 году National Sports Sedan Series.